# Protortòpters
Els protortòpters (Protorthoptera) són un ordre extint d'insectes del Paleozoic que representen un tàxon calaix de sastre i un assemblatge parafilètic que agrupa diversos grups basals de neòpters. Van aparèixer durant el Carbonífer mitjà (Serpukhovià tardà o Baixkirià primerenc), convertint-se en els insectes alats més antics coneguts del registre fòssil. Els lòbuls pronotals semblen expandir-se per formar un escut. El grup inclou als avantpassats de tots els insectes polineòpters.